# Pontellopsis regalis
Pontellopsis regalis är en kräftdjursart som först beskrevs av James Dwight Dana 1849.  Pontellopsis regalis ingår i släktet Pontellopsis och familjen Pontellidae. Inga underarter finns listade i Catalogue of Life.